# Ixora phellopus
Ixora phellopus är en måreväxtart som beskrevs av Karl Moritz Schumann. Ixora phellopus ingår i släktet Ixora och familjen måreväxter. Inga underarter finns listade i Catalogue of Life.